# ダイハツ・シャルマン
シャルマン（Charmant）は、かつてダイハツ工業が生産・販売していた普通乗用車である。販売当時、同社のフラグシップモデルであった。

## 初代 A10/20/30/40型（1974年 - 1981年）
- 1974年11月 - 発売。親会社であるトヨタ自動車のカローラ（E20型）のプラットフォームをベースに、ダイハツ初の上級車としてデビュー。フロントドアアウターパネルはカローラ（4ドアセダン、5ドアバン(輸出仕様は5ドアステーションワゴン)）と全く共通。ヘッドランプはカローラの丸型2灯に対してシャルマンは丸型4灯を採用、高級感をアピールしている。デビュー当初は1.2L（トヨタ製3K-H型OHV）、1.4L（同T型OHV）のエンジンを搭載していた[2][3]。
- 1974年12月 - 5ドアライトバンを追加。ダイハツのライトバンとしては1969年に生産を終了したコンパーノバン以来となる。エンジンは1.2L（トヨタ製3K-J型OHV）と1.4L（同T-J型OHV）が用意される。
- 1975年11月 - 一部改良。セダン全車が昭和50年度排出ガス規制に適合。
- 1976年11月 - マイナーチェンジでフロントグリルが変更される。SC(スポーティカスタム)とGC(グランドカスタム)を追加するが同時にAT車がカタログ落ちする[注釈 1]。セダン全車が昭和51年度排出ガス規制に適合。
- 1978年3月 - マイナーチェンジでフロントノーズをスラント化と同時にGC(グランドカスタム)の後席にはリアセンターアームレスト(肘掛)が標準装備。エンジンを1.2L、1.4Lからそれぞれ1.3L（トヨタ製4K-U型(セダン用)／4K-J型(バン用)OHV）、1.6L（同2T-U型(セダン用)／2T-J型(バン用)OHV）へとスイッチ。同年7月、1.6L車にATが復活。これに伴いセダン全車が昭和53年度排出ガス規制に適合。

## 2代目 A35/A55型（1981年 - 1988年）
- 1981年10月 - フルモデルチェンジでひとまわり大きくなる。型式は1.3L車がA35型、1.5L車がA55型となる。外板プレスとインテリアはダイハツが独自にデザインし、外観は6ライトウインドを採用、エンジンとトランスミッションは先代同様にカローラの流用。プラットフォームはE70型カローラをベースにしていた[注釈 2]。初代にあった5ドアのライトバン（輸出仕様はステーションワゴン）は廃止された。1.3L（トヨタ製4K-U型OHV）、1.5L（同3A-U型SOHC）のエンジンを搭載していた。ステアリング型式は1.3Lがラック・アンド・ピニオン、1.5Lがボール・ナット。このクラスでは異例の高級感ある内外装が特徴で、最上級グレードとしてわし座の恒星・アルタイルを英語読みした「アルティア」が設定されていた。
- 1983年8月 - マイナーチェンジで1.5Lはドアミラーが採用されフロントグリルの変更と同時にメーターは水平指針型に、ステアリング形式はラック&ピニオンにそれぞれ変更、最上級グレード車は「アルティアL」に改称と同時にカラード大型バンパーと4速ATを採用/60扁平タイヤ&14インチアルミをオプション化。
- 1984年9月 - 一部改良。1.5Lエンジン車は全車バンパーを大型化。
- 1987年7月 - ベースとなったカローラセダンがFF化された後もシャルマンはFR方式で生産されたものの、同年にFR方式で生産されていたカローラレビン／バンがFF方式の新型にフルモデルチェンジされ、ダイハツ向けへのシャシーの供給ができなくなったため生産終了。それ以降は在庫対応分のみの販売となる。
- 1988年3月 - 販売終了。これにより、1989年3月にシャレードソシアル、および同年7月に事実上の後継車であるアプローズがデビューするまで1年間、ダイハツからセダンのラインナップがなくなる。

SUV型軽乗用車のテリオスキッドなどを除いて同社が自社開発した最後の後輪駆動専用の乗用車となった。

## シャルマンのモータースポーツ活動
2代目A35/A55シャルマンはE70系カローラとプラットフォームを共有していることから、AE86のパーツ流用が容易であり、ドリ車としての需要が少数ながら存在した。
D1 GRAND PRIXでは、2003年から2004年にかけて高田良二がA55型シャルマンで参戦し、2012年から2014年にかけては岩井照宜がA35型シャルマン（1983年式）で参戦した。
岩井のシャルマンは日産・シルビア等に搭載されるSR20DET型エンジンに換装され、最高出力400 PSを発生。ホイールはメインスポンサーであるRSワタナベ製のものを装着している。
シャルマンでのD1グランプリ参戦は2014年限りで終了し、翌2015年からはユーノス・ロードスター（NA6CE）へ車種変更された。
出場履歴（Team H.D.O QUICK STYLE & RS WATANABE）
2012年 D1 GRAND PRIX シリーズ ※エキシビションを含む。
2013年 D1 GRAND PRIX シリーズ ※エキシビジョンを含む。
2014年 D1 GRAND PRIX シリーズ ※エキシビジョンを含む。

## 車名の由来
- シャルマンは、フランス語で「素敵な」「魅力的な」を意味する。